# Black Crater (Californie)
Pour les articles homonymes, voir Black et Crater.
Black Crater est un cratère volcanique des États-Unis situé dans le comté de Siskiyou, en Californie. Il culmine à 1 340 mètres dans la chaîne des Cascades. Il est protégé au sein du Lava Beds National Monument.
Le cratère s'atteint depuis la route par le sentier de randonnée dit Black Crater Trail.